# Stadionul Central Pakhtakor
Stadionul Central Pakhtakor (în uzbecă Paxtakor markaziy stadioni) este un stadion polivalent din Tașkent, Uzbekistan. Este unul dintre principalele stadioane din Uzbekistan, situat în centrul orașului Tașkent, în districtul Shaykhantahur. Stadionul are o capacitate de 35.000 de locuri. Este stadionul pe care joacă meciurile de pe teren propriu FC Pakhtakor Tashkent. În plus, echipa națională de fotbal a Uzbekistanului a jucat câteva meciuri aici. Din 1992 până în 2012, Stadionul Pakhtakor a fost stadionul principal, unde echipa națională de fotbal a Uzbekistanului a jucat pe teren propriu. Din 2013, principalul stadion al echipei naționale a Uzbekistanului este stadionul Milliy.
Construcția stadionului a început în 1954 și a fost finalizată în 1956. Arhitectul stadionului este Mitkhat Saghatdinovich Bulatov. Inițial, stadionul a găzduit 60.000 de spectatori, dar de-a lungul timpului, după o serie de renovări în 1960, 1980, 1996, 2008 și 2012, capacitatea stadionului a scăzut până la actualul număr - 35.000.
Primul meci oficial pe stadion a fost disputat pe 20 august 1956 între cluburile de fotbal Pakhtakor și Dinamo Tbilisi, în cadrul Ligii Superioare a URSS. Primul meci internațional oficial s-a disputat pe 19 septembrie a aceluiași an între Pakhtakor și echipa albaneză Dinamo Tirana, meci câștigat de echipa din Tașkent. În perioada sovietică, stadionul Pakhtakor era unul dintre stadioanele Ligii Superioare a URSS cu cei mai mulți spectatori (mai mult de 60.000 de fani la fiecare meci). La Tașkent au venit echipe precum Zenit Sankt Petersburg, Spartak Moscova, Dinamo Moscova, ȚSKA Moscova, Lokomotiv Moscova, Torpedo Moscova, Șahtar Donețk, Dinamo Kiev, Dnipro, Dinamo Minsk și altele.
Până în 2012, Pakhtakor a fost principalul stadion pe care echipa națională de fotbal a Uzbekistanului a jucat meciuri acasă. După deschiderea noului stadion Bunyodkor (acum Stadionul Milliy), echipa națională a Uzbekistanului s-a mutat aceste și a jucat doar câteva meciuri pe stadionul Pakhtakor. De asemenea, aici se joacă meciurile de pe teren propriu ale echipei naționale de tineret (U-17), tineret (U-20), tineret (U-23) și echipa de fotbal feminin a Uzbekistanului. Stadionul găzduiește, de asemenea, diverse alte evenimente sportive și turnee, concerte și evenimente de divertisment.
De multe ori s-a anunțat demolarea stadionului și construirea unui nou stadion modern în locul lui. În 2017, noua conducere a Pakhtakor a anunțat construirea unui nou stadion, dar până acum construcția nu a început, iar stadionul este în continuare funcțional.